# Sonoma County
Das Sonoma County ist ein County im Bundesstaat Kalifornien der Vereinigten Staaten. Der Verwaltungssitz (County Seat) ist in Santa Rosa.

## Geographie
Das Sonoma County ist im Westen vom Pazifischen Ozean begrenzt. Im Süden grenzt es an das Marin County. Im Osten grenzt es im nördlichen Drittel an das Lake County und mit den südlichen zwei Dritteln an das Napa County. Seine Nordgrenze teilt das Sonoma County mit dem Mendocino County. Die Fläche beträgt 4.580 Quadratkilometer. Die größten Städte sind der County-Sitz Santa Rosa und Petaluma.
Das County wird vom Office of Management and Budget zu statistischen Zwecken als Santa Rosa–Petaluma, CA Metropolitan Statistical Area geführt und ist dabei Teil der größeren San Francisco Bay Area.

## Geschichte

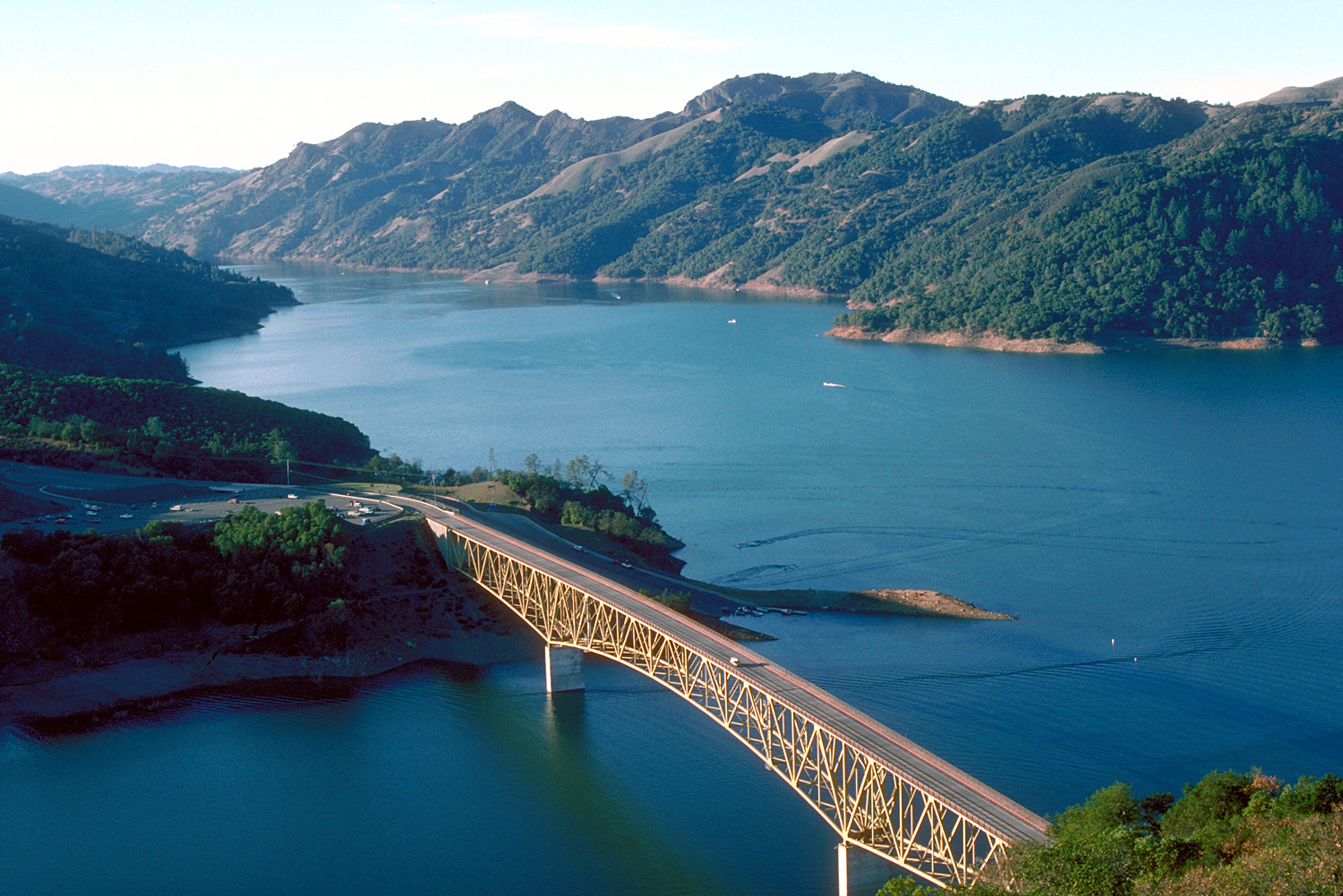
Der Sonoma Lake

Das County wurde im Jahr 1850 gegründet und gehört somit zu den ältesten in Kalifornien. Sonoma ist ein Begriff aus der Sprache der Miwok-Indianer und wird als „Tal des Mondes“ oder auch als „Land bzw. Stamm des Häuptlings Nase“ übersetzt.
Im Sonoma County liegen 6 National Historic Landmarks. Insgesamt sind 66 Bauwerke und Stätten des Countys im National Register of Historic Places eingetragen.

## Wirtschaft
Das County ist für die Weinproduktion bekannt, insgesamt sind in dieser Branche über 200 Betriebe tätig. Es zählt zu den 13 staatlich anerkannten Weinbaugebieten (American Viticultural Areas) der USA. Im Jahr 2004 wurden auf einer Anbaufläche von 242,7 Quadratkilometern 150.396 Tonnen Trauben geerntet. Die gängigsten Sorten sind Chardonnay, Cabernet Sauvignon und Pinot Noir, es wird jedoch auch Merlot und Zinfandel produziert.
Seit 1960 wird auf dem Geothermie-Feld The Geysers in kommerziellem Maßstab Strom aus trockenem Dampf gewonnen. Die gegenwärtige Produktionskapazität liegt bei 900 MW.
Ein bedeutender wirtschaftlicher Faktor der Region ist auch der Tourismus. Als einer der schönsten Strandabschnitte Kaliforniens gilt der 17 Meilen lange Sonoma Coast State Beach am Highway 1 zwischen Jenner und Bodega Bay, der auch bei Surfern großen Anklang findet.

## Bildung
Die Sonoma State University, eine Zweigstelle der California State University, und das im Jahr 1918 gegründete Santa Rosa Junior College haben im Sonoma County ihren Sitz. Das Santa Rosa Junior College gehört zu den zehn ältesten Colleges in Kalifornien und wird häufig als eines der besten des Bundesstaates bezeichnet.

## Demografische Daten

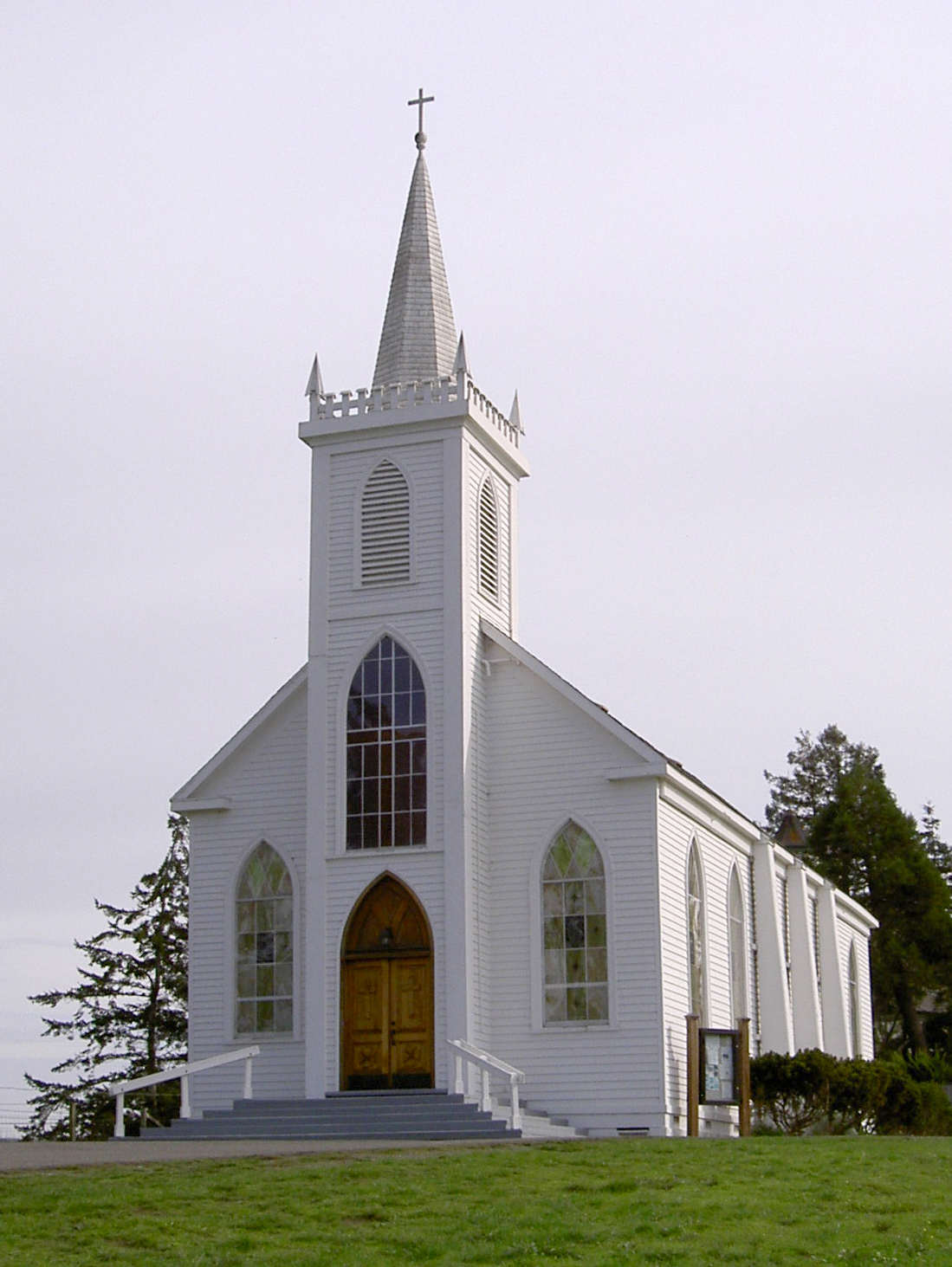
Die Saint Teresa of Avila Church

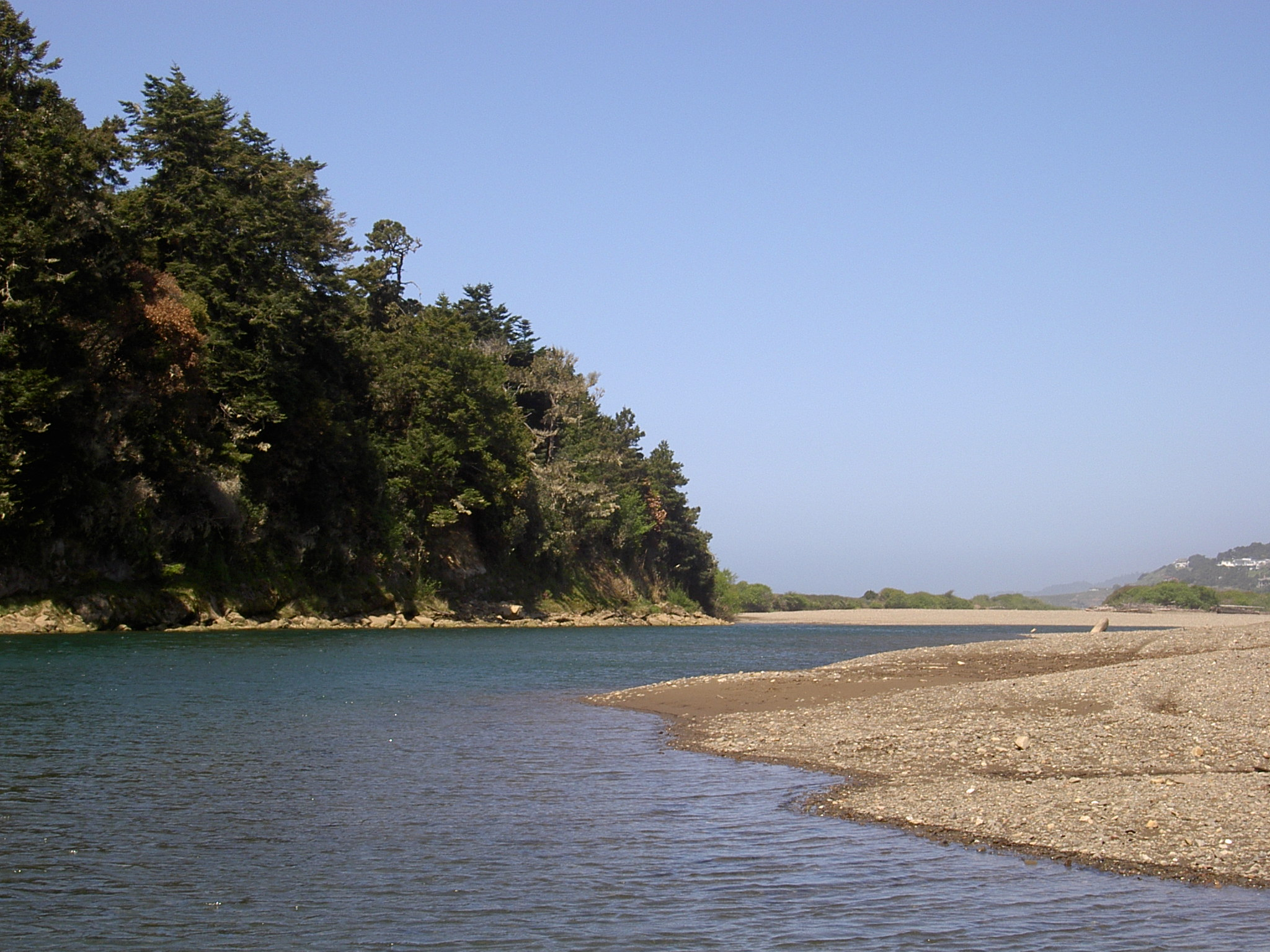
Der Gualala River nahe der California Route 1

Nach der Volkszählung im Jahr 2000 lebten im Sonoma County 458.614 Menschen. Es gab 172.403 Haushalte und 112.406 Familien. Die Bevölkerungsdichte betrug 112 Einwohner pro Quadratkilometer. Ethnisch betrachtet setzte sich die Bevölkerung zusammen aus 81,60 % Weißen, 1,42 % Afroamerikanern, 1,18 % amerikanischen Ureinwohnern, 3,07 % Asiaten, 0,20 % Bewohnern aus dem pazifischen Inselraum und 8,44 % aus anderen ethnischen Gruppen; 4,09 % stammten von zwei oder mehr ethnischen Gruppen ab. 17,34 % der Bevölkerung waren spanischer oder lateinamerikanischer Abstammung.
Von den 172.403 Haushalten hatten 31,90 % Kinder und Jugendliche unter 18 Jahre, die bei ihnen lebten. 50,30 % waren verheiratete, zusammenlebende Paare, 10,40 % waren allein erziehende Mütter. 34,80 % waren keine Familien. 25,70 % waren Singlehaushalte und in 10,00 % lebten Menschen im Alter von 65 Jahren oder darüber. Die Durchschnittshaushaltsgröße betrug 2,60 und die durchschnittliche Familiengröße lag bei 3,12 Personen.
Auf das gesamte County bezogen setzte sich die Bevölkerung zusammen aus 24,50 % Einwohnern unter 18 Jahren, 8,80 % zwischen 18 und 24 Jahren, 29,20 % zwischen 25 und 44 Jahren, 24,90 % zwischen 45 und 64 Jahren und 12,60 % waren 65 Jahre alt oder darüber. Das Durchschnittsalter betrug 38 Jahre. Auf 100 weibliche Personen kamen 97,00 männliche Personen, auf 100 Frauen im Alter ab 18 Jahren kamen statistisch 94,00 Männer.
Das jährliche Durchschnittseinkommen eines Haushalts betrug 53.076 USD, das Durchschnittseinkommen der Familien betrug 61.921 USD. Männer hatten ein Durchschnittseinkommen von 42.035 USD, Frauen 32.022 USD. Das Prokopfeinkommen betrug 25.724 USD. 8,10 % Prozent der Bevölkerung und 4,70 % der Familien lebten unterhalb der Armutsgrenze. 8,40 % davon waren unter 18 Jahre und 5,70 % waren 65 Jahre oder älter.

## Orte im County

### Citys
- Cloverdale
- Cotati
- Healdsburg
- Petaluma
- Rohnert Park
- Santa Rosa (County Seat)
- Sebastopol
- Sonoma

### Town
- Windsor

### CDPs
| - Bloomfield - Bodega - Bodega Bay - Boyes Hot Springs - Carmet - Cazadero - El Verano - Eldridge - Fetters Hot Springs-Agua Caliente - Forestville | - Fulton - Geyserville - Glen Ellen - Graton - Guerneville - Jenner - Kenwood - Larkfield-Wikiup - Monte Rio - Occidental | - Penngrove - Petaluma Center - Roseland - Salmon Creek - Sea Ranch - Sereno del Mar - Sonoma State University - Temelec - Timber Cove - Valley Ford |